# Elena Gerhardt
Elena Gerhardt (Lipsia (Connewitz), 11 novembre 1883 – Londra, 11 gennaio 1961) è stata un mezzosoprano tedesco legata al classico lied tedesco, di cui era considerata una delle grandi interpreti. Lasciò definitivamente la Germania per vivere a Londra nell'ottobre del 1934.

## Biografia

### Formazione e primi recital con Nikisch
Elena Gerhardt nacque a Connewitz vicino a Lipsia, figlia di un ristoratore di Lipsia. Studiò al Conservatorio di Lipsia dal 1899 al 1903, prima con il professor Carl Rebling e poi con Marie Hedmondt (morta nel 1941), che rimase sua amica e consulente vocale per molti anni. Dopo un anno di solo studio tecnico iniziò a lavorare in ruoli operistici, come Cherubino, Dorabella, Mignon di Ambroise Thomas e La bisbetica domata di Hermann Goetz, intervallati da Lieder. Vinse la borsa di studio Carl Reinecke. Lipsia offriva molte opportunità di ascoltare artisti internazionali e ascoltare i maestri nascenti.
Nel 1902 Arthur Nikisch divenne direttore del Conservatorio di Lipsia e acconsentì che lei cantasse in pubblico a Lipsia, cosa che fece per la prima volta nel novembre 1902: le diede anche un assolo nei "Cori dal Prometeo liberato di Herder" (S. 69) di Franz Liszt. Dopo essersi laureata nel 1903 e con molti impegni, fece presente il suo desiderio di tenere un recital più leggero e Nikisch si offrì di essere suo accompagnatore. La loro prima (vittoriosa) esibizione avvenne al Kaufhaus di Lipsia nel suo ventesimo compleanno. Si riversarono su di lei impegni in concerti e cantò lieder in quasi tutte le città universitarie come artista di supporto a nomi come Eugène Ysaÿe, Teresa Carreño o Max Reger. Nel 1905 fece le sue prime apparizioni (con Nikisch) ad Amburgo e Berlino (il Bechsteinhall) ed a Berlino fece amicizia con Richard Strauss. Dall'estate del 1905 trascorreva le vacanze con la famiglia Nikisch vicino a Ostenda.

### Londra, Europa, Russia e USA prima del 1914
La Gerhardt apparve per la prima volta all'Opera di Lipsia come Mignon, nel giugno del 1905 e interpretò anche Charlotte nel Werther di Massenet, sotto la guida di Nikisch, mentre prendeva lezioni dal suo studente Albert Coates come répétiteur. Nikisch organizzò e accompagnò il suo debutto a Londra nel 1906, prima in un concerto di Mischa Elman, e poi in un recital di Lieder (canzoni di Schubert, Schumann, Brahms, Wolf, ecc.) alla Bechstein Hall. Nell'aprile del 1907 cantò per la prima volta alla Royal Albert Hall, con un'orchestra diretta da Nikisch. Successivamente tornò in Inghilterra ogni anno fino al 1914 per le stagioni autunnali, comprese le tournée regolari nelle province con Hamilton Harty o con la propria fedele accompagnatrice Paula Hegner.
La collaborazione con Nikisch fu conservata in due serie di dischi realizzati nel 1907 e nel 1911, incisi a Berlino. Un trionfo particolare fu la loro apparizione nella stagione 1908 della Philharmonic Society di Londra. Cantò dietro invito per intrattenere gli ospiti reali all'incoronazione di Giorgio V e la Regina Maria nel 1911. Nikisch la introdusse nei circoli più esclusivi, compresa Villa Wahnfried. Cantò in molte capitali europee - Vienna, Budapest, Praga, Copenaghen, Christiania (Oslo) - e con vecchie compagnie musicali a Colonia e Francoforte, ogni anno a Parigi e Londra e sotto Mengelberg a L'Aia. Di solito Nikisch accompagnava il primo concerto dei Lieder in ciascun centro, dopo di che subentravano altri accompagnatori. Aleksandr Ziloti organizzò la sua prima visita in Russia (a Mosca) nel 1909 e fino alla guerra cantò lì e a San Pietroburgo.
Elena Gerhardt fece il suo debutto americano alla Carnegie Hall nel gennaio del 1912, con Paula Hegner e poi fu a Cincinnati e Filadelfia con Leopold Stokowski (cantando i Wesendonck-Lieder) e con la Boston Symphony Orchestra diretta da Max Fiedler, prima di associarsi lì con Nikisch e la tournée della London Symphony Orchestra. A Londra nel 1912 cantò l'Angelo ne Il sogno di Geronte di Elgar, un ruolo più collegato alla sua "rivale" e amica Julia Culp. Il suo secondo tour americano fu all'inizio del 1913, aprendosi con la Boston Symphony diretta da Karl Muck e con Erich J. Wolff come accompagnatore, che morì durante il tour. Visitarono Boston, New York, Baltimora, Washington e Baton Rouge, Louisiana. La stagione successiva cantò a Parigi, Mosca, Scandinavia, Ungheria, Austria, Paesi Bassi, Italia, Scozia e Inghilterra, culminando a Londra nel luglio del 1914 alla Queen's Hall sotto Richard Strauss - la sua ultima apparizione lì per otto anni.

### Prima guerra mondiale
Rientrata da Ostenda a Lipsia nell'agosto del 1914, fu impossibile realizzare le sue tournée inglesi, ma cantò da Amburgo a Vienna e Budapest, tornando trionfalmente in America nel 1915 e quell'inverno cantò in Danimarca e Norvegia. Nell'agosto del 1916 cantò per le truppe tedesche sul fronte occidentale a Laon, grazie agli sforzi di suo fratello il cantante Reinhold Gerhardt, allievo di Karl Scheidemantel. Nel frattempo alla fine del 1916 tornò negli Stati Uniti per fare il tour della costa orientale con Karl Muck e nell'aprile del 1917 cantò a Los Angeles e San Francisco. Quando l'America entrò in guerra fu rispedita in Germania con molti altri artisti. Visitò nuovamente il fronte nell'estate del 1918 con Wilhelm Backhaus (in uniforme) come accompagnatore e compagno di concerti. Continuò a fare tour, dalla Norvegia all'Ungheria, in seguito al caos seguito all'armistizio e si trovava a Monaco quando Kurt Eisner fu assassinato.

### Tra le due guerre
All'inizio del 1920 fece una lunga tournée in Spagna con Paula Hegner e più tardi nello stesso anno negli Stati Uniti, dove iniziò la sua collaborazione con l'accompagnatore esemplare Coenraad V. Bos. Questa collaborazione fu rinnovata nella stagione invernale del 1921-22 a New York. Nel marzo del 1922 (subito dopo la morte di Nikisch) affrontò il ritorno a Londra (Queen's Hall) con Paula Hegner, dove la sua arte tedesca fu accolta con un'ovazione. Fu l'inizio di un legame ininterrotto con l'Inghilterra, che in seguito divenne casa sua. Gli anni seguenti videro tournée invernali annuali negli Stati Uniti (e sulla costa del Pacifico da San Francisco a Vancouver nel 1925), con numerose tournée nel Regno Unito, in Europa e in Germania. Ci furono ulteriori tournée spagnole, inclusa una nell'inverno del 1928 con Bos. In quel periodo interpretava Winterreise di Schubert che, come cantante femminile, rendeva in modo particolarmente personale. All'inizio del 1929 divenne capo insegnante di canto al Conservatorio di Lipsia e dopo l'ottobre del 1930 interruppe le sue tournée americane, sebbene abbia continuato a girare intensamente in Gran Bretagna ed Europa.
Nel 1928 incontrò e si innamorò del dottor Fritz Kohl, direttore dell'amministrazione del Mitteldeutscher Rundfunk a Lipsia e si sposarono nel novembre 1932. A Londra riapparve davanti alla Royal Philharmonic Society nel gennaio 1931, con John Barbirolli, per esibirsi in canzoni di Wolf con accompagnamento orchestrale e nel Kindertotenlieder di Mahler. Le sue registrazioni della Hugo Wolf Song Society furono fatte nel 1932. Dopo l'ascesa al potere di Hitler, Kohl fu arrestato e imprigionato, e non fu liberato fino al giugno 1935, l'unico dei direttori tedeschi di radiodiffusione che fu assolto dal Reichsgericht di Lipsia. Con l'aiuto di Landon Ronald alla Guildhall School of Music, nel frattempo Elena ottenne un punto d'appoggio a Londra nel 1934 e dopo un'ultima visita a Bayreuth per vedere Strauss condurre il Parsifal ("Non era più la Bayreuth di Richard Wagner, ma di Hitler"), Londra divenne la dimora stabile della coppia. Negli anni seguenti, quando la tempesta fu conclusa, Elena tenne concerti in Olanda, Francia e Gran Bretagna, spesso accompagnata da Gerald Moore e sviluppò una cerchia di allievi di canto.

### Recital in Inghilterra durante la guerra
Con lo scoppio della guerra, Elena Gerhardt si aspettava che la sua carriera di cantante fosse finita in quanto non ci sarebbe stata alcuna propensione per la musica tedesca in Gran Bretagna, specialmente perché avrebbe cantato solo in tedesco e la trasmissione della lingua tedesca era vietata nella sede dei programmi della BBC. Tuttavia Myra Hess insistette per coinvolgerla nei concerti di mezzogiorno della National Gallery, dove apparve per la prima volta nel dicembre 1939, e successivamente in ventidue concerti con Myra Hess o Gerald Moore, ottenendo grande apprezzamento. Con Myra Hess e Lionel Tertis cantò le canzoni per viola di Brahms e altri recital di lied in molte parti dell'Inghilterra e della Scozia, tra cui un Winterreise completo a Reading e nel 1942 diede trasmissioni di lied con la BBC in Argentina. Riprese l'insegnamento dopo il 1941. Con Myra Hess cantò ad Haslemere per Tobias Matthay e i suoi allievi. Diede un concerto per il sessantesimo compleanno nella Wigmore Hall nel 1943 ed altri concerti alla National Gallery e alla Wigmore Hall nel 1944. Le notizie sulla distruzione di Lipsia e Dresda, naturalmente, la riempirono di profonda tristezza.

### Carriera successiva
Nel 1946, quando fu inaugurato il terzo programma della BBC (ovvero BBC Radio 3, la stazione di musica classica), fece tre trasmissioni, tra cui recital di lied e conversazioni sulla sua carriera e sulla sua interpretazione di Winterreise. Registrò anche la Frauenliebe und -leben di Schumann in quell'anno. Fece una trasmissione di canzoni di Brahms nel maggio 1947. Fu subito dopo il suo ritiro ufficiale dai concerti nel marzo 1947. Il marito Dr Kohl morì nel maggio 1947 e il resto della sua vita professionale fu dedicato all'insegnamento a Londra. Riuscì a organizzare la fuga di suo fratello Reinhold e della sua famiglia dalla Germania orientale e si unì allo staff della Guildhall School of Music.
La Gerhardt fu una delle più grandi interpreti del lied tedesco, una cantante che basò la sua carriera quasi interamente su questo genere. Pubblicò la sua autobiografia nel 1953.
Morì l'11 gennaio 1961 a 77 anni, a Londra.

## Incisioni
Vedi la discografia di Desmond Shawe-Taylor, con titoli e elenchi di numeri. Le date potrebbero essere relative alla registrazione o alla pubblicazione.

### Registraszioni acustiche
- 1907 G&T, registrazioni con Arthur Nikisch (Wolf, Bungert, Brahms, Strauss, Rubinstein) - sei incisioni di canzoni 10" e una 12".
- 1911 Red Label German HMV, registrazioni con Arthur Nikisch (Wolf, Brahms, Bungert, Strauss, Schumann, Schubert, Wagner) - dieci incisioni di canzoni 10" e sette 12", diciassette.
- 1913-1914 come sopra, con Bruno Seidler-Winkler (pno) - undici incisioni di canzoni 10". (Strauss, Brahms, Schubert, Wolf).
- 1913-1914 come sopra, con orchestra cond. Seidler-Winkler - cinque incisioni di canzoni 12". (Strauss, Wagner, Gluck, Wolf).
- 1915 American Columbia, circa 7 titoli con accomp. orchestrale. (J. Strauss, Schulz, Grüber e canzoni folk)
- 1923 Aeolian Vocalion con Ivor Newton (pno) - sei incisioni di canzoni 12". (Schubert, Grieg, Schumann, Strauss, Brahms)
- 1924 come sopra, con Harold Craxton (pno) - sei incisioni di canzoni 12". (Schubert, Strauss and Brahms)
- 1924-1925 HMV red label, con Harold Craxton (pno) - sette titoli (tre insioni 10" 2-lati e un lato non pubblicato). (Schubert, Schumann, Wolf and Brahms)

### Registrazioni elettriche
- 1926 HMV red label, con Paula Hegner - otto canzoni, tre incisioni 10" e due 12". (Brahms, Schubert)
- 1927 HMV red label, con Coenraad V. Bos - tre canzoni, due incisioni 12". (Brahms, Reger)
- 1928 HMV Black Label Schubert Centenary Album - sette incisioni 12" e una 10" (otto pezzi da Winterreise, e dieci di altre canzoni).
- 1929 HMV black label, con Harold Craxton - una incisione 12", tre canzoni (Brahms).
- 1929 HMV black label, con Coenraad V. Bos - due incisioni 12", sei canzoni (Brahms).
- 1929 HMV red label, con Bos - un'incisione 10", tre canzoni (Schubert e Wolf).
- 1929 HMV red label, con Bos - un'incisione 12", due canzoni (Schumann): altri due lati di Schumann sono stati registrati in questo momento (Wer machte dich so krank, e Alte Laute), ma non sono stati pubblicati.
- 1932 HMV red label Hugo Wolf Society Volume I, con Coenraad V. Bos - sei incisioni 12", diciannove canzoni.
- 1939 HMV White Label, pubblicato privatamente, con Gerald Moore - six incisioni 10", GR16-GR21. (Brahms, Complete Zigeunerlieder (otto canzoni), tre altre canzoni; Schubert (quattro), Wolf (due)).
- 1947-1948 HMV White Label, pubblicato privatamente, con Gerald Moore - (Schumann, Frauenliebe und -leben Completo, tre incisioni 12"). Sempre di Schumann Meine Rose fu incisa su un lato 12", ma non fu pubblicata.